# Меру (міфологія)
Гора Ме́ру (санскр. मेरु) або Сумеру «велика Меру» — священна гора в індуїстський та буддистській космології, де вона розглядається як центр всіх матеріальних і духовних світів. Світи, розташовані на цій горі, відомі як Сварґа, вважаються обителлю Брахми та інших дев. У Пуранах описується, що висота гори становить 80 000 йоджан (1 106 000 км) і, що вона розташовується на Джамбудвіпі — одному з континентів на Землі. Багато індуїстських храмів, наприклад, Анґкор-Ват в Камбоджі, були побудовані як символічна репрезентація гори Меру. За однією з інтерпретацій, гора Меру знаходиться в тонкому світі над Північним полюсом, інші розташовують її у Гімалаях.

## Меру в індуїстській космології
За індуїстською традицією всесвіт часто зображається у формі лотосу, з центру якого підноситься Меру — гора, на вершині якої розташовується Сварґа — рай головного зі всіх дев Індри де, як мовиться в Пуранах, перебувають й інші ведичні деви. В індуїстській космології священна гора Меру знаходиться в центрі всесвіту.
У деяких індуїстських джерелах Меру згадується як одна з 16 гімалайських вершин, що уціліли під час потопу, і що весь час підносилися над водою. Серед сучасних назв гімалайських вершин також є вершина Меру, але в представленні індусів найбільш священною вважається гора Кайлас, яка вважалася вічною обителлю Шиви. Практично у всіх першоджерелах гора Меру поміщається на далекій півночі.
В античній традиції було панувало уявлення, що земля підвищується на північ. Стародавні індійці, іранці і скіфи вважали, що всі великі річки течуть зі священних північних гір. Уявлення про високі північні гори, що протягнулися із заходу на схід увдовж берега північного океану, також відображені на карті до «Географії» Птоломея, яка була видана в Римі 1490 року. Ця думка була поширена до 16 століття.
У своїй роботі «Дослідження Індії» відомий середньовіковий перський енциклопедист Аль-Біруні пише:
|  | Ми почнемо з опису цієї гори, оскільки вона є центр двіп і морів і також центр однієї з них Джамбудвіпи. |

Брахмаґупта каже:
|  | Різноманітні вислови людей щодо опису Землі і гори Меру, особливо тих, хто вивчає Пурани і книги з релігійного закону. Одні з них описують цю гору, що вона підноситься над поверхнею Землі на надзвичайну висоту; вона знаходиться десь під полюсом і зірки обертаються біля її підніжжя, так що схід і захід залежать від неї, і вона називається Меру через те, що це в її владі, і через те, що тільки її вершина завдяки своїй потужності може приховувати і відкривати Землі Сонце і Місяць, що ніби день її мешканців дев триває шість земних місяців і їх ніч також триває шість місяців. |

### Опис Меру в Махабхараті
У Махабхараті Меру — це гірська країна з вершинами до самого неба, де головна вершина — це гора Мандара. В епосі описуються землі, що лежать за Гімалаями: хребти Тибету й Паміру, пустелі Середньої Азії, непрохідні ліси, полярні області та такі арктичні явища, як нерухома Полярна зірка, зірки, які не сходять і не заходять, але обертаються в горизонтальній площині, завершуючи кожне  коло за 24 години, сузір'я Великої Ведмедиці, що залишається в зеніті, сонце, яке встає лише раз на рік, день і ніч, що продовжуються по шість місяців, полярне сяйво, область довгого мороку тощо. Мовиться, що на краю цієї області височіє гора Меру, північний схил якої є узбережжям Молочного моря. У Махабхараті мовиться:
|  | На північній стороні, сяючи, стоїть могутня Меру, причетна великій долі; на ній обитель Брахми, тут душа всіх істот перебуває, Праджапаті, що створив все рухоме і нерухоме. Велика Меру, непорочна, блага обитель. Тут заходять і знов (над горою) сходять Сім божественних ріші на чолі з Васіштхою (сузір'я Великої Ведмедиці). Навколо Меру обертаються всі світила. Над нею нерухомо висить полярна зірка, а навколо роблять круг сузір'я Великої Ведмедиці, Касіопеї і Волопасу, тут півроку — день, півроку — ніч, одна ніч і один день рівні частини року. На півночі Молочного моря є великий острів, відомий під ім'ям Швета-Двіпа («Променистий Білий острів») |

Розташована на горі країна Сварґа описується як: «країна вічного щастя», «плем'я не знає ні хвороб, ні слабкості віку», «всюди стада антилоп і зграї птахів», «пішовши туди, знов в цей світ не приходять». Це — «Земля вибраних», «Земля святих», «Земля блаженних». Подібні деталі мають велику схожість з пізнішим описом Шамбали. Вона розташована віддаленому північному краю, високо на вершинах Меру і на її схилах біля берегів Молочного північного океану. Це — обитель богів і країна «блаженного народу». Із земного світу сюди можуть потрапити лише вибрані праведники, і те лише після закінчення свого життя. Там — рай Індри: «Пішовши туди, знов в цей світ не приходять». Живими в ту країну можуть піднестися лише деякі прославлені герої або мудреці-ріші. Потрапляють туди чудовим чином, по божественному зволенню, лише на крилах священного птаха Ґаруди. Це — країна вічного щастя, яка високо підноситься над злом. Тут не холодно і не жарко. Покрита гаями і лісами земля проводить рясні плоди, всюди стада антилоп і зграї птахів, все пахне ароматами квітів. Тут не живе жорстокої, бездушної і беззаконної людини. Тут не може бути воєн і битв. Люди цієї країни всі рівно між собою, не знають турбот і горя; насолоджуються всіма благами життя.

### Опис Меру в Пуранах
Згідно з пуранічною космологією, навколо Меру обертаються всі світила, а на її вершині перебувають всесильні деви, такі як і Брахма. Причому Сварґа (або Індралока) — обитель головних ведичних дев — розташовується на самій вершині Меру. Там знаходиться прекрасний палац Індри, в саду якого виростає рослина сома, з якої виготовляється священний напій безсмертя. У «Матсья-Пурані» сказано:
|  | Вона із золота і світить подібно до вогню без домішки затемняючого диму. Чотири її сторони мають чотири різних кольору. Колір східної сторони її білий, подібно до кольору брахманів; колір північної сторони — червоний, подібно до кольору кшатріїв; колір південної сторони — жовтий, подібно до кольору вайшіїв; колір західної сторони — чорний, подібно до кольору шудр. Висота її 86 000 йоджан, з яких в землі знаходиться 16 000. Кожне ребро чотирьох її сторін становить 34 000 йоджан. На цій горі є річки з прісною водою і прекрасні золоті житла, в яких мешкають різного роду духовні істоти: деви разом з їх співаками ґандхарвами і їх коханками апсарами, а також асури, дайтьї і ракшаси. Навколо гори знаходиться озеро Манаса, а навколо цього озера з чотирьох боків мешкають локапали, хранителі світу і його мешканців. У гори Меру є сім вузлів, тобто великих гір, назви яких Махендра, Малайя, Сахья, Шуктібам, Рікшабам, Віндх'я, Паріятра. А маленьких гір так багато, що їх майже не порахувати; це і є ті гори, на яких живуть люди. Що ж до великих гір навколо Меру, то до їх числа відносяться: Хімавант, покрита вічними снігами, і на якій мешкають ракшаси, пішачі і якші; Хемакута — із золота, на якій мешкають ґандхарви. |

У «Вішну-Пурані», одній з найавторитетніших Пуран індуїзму, в якій міститься великий матеріал з філософії, космології і теології, про гору Меру повідомляється таке:
|  | Внутрішньою оболонкою наділеного великим Атманом світового яйця була гора Меру, а зовнішньою оболонкою — гори; навколоплідні води утворені океанами. І в цьому яйці були гори, континенти, океани, планети, світи, деви, асури і люди. Із зовнішнього боку яйце оповите водою, вогнем, повітрям, простором, а також джерелом першоелементів, наділеними десятьма якостями і великим принципом творіння. |

Яйце Брахми містить в собі весь всесвіт і складається з декількох світів, або лок. Всі локи об'єднуються в три основні групи: верхні локи, середні локи (куди відноситься і земля), і підземні локи. Верхні локи складаються з вищих або райських світів, де мешкають деви. Центр всіх світів — гора Меру, яка підноситься над верхніми райськими локами. Під ними розташовано сім концентричних островів-континентів. Центральною з них є кругла і плоска земля Джамбудвіпа. Другий континент, за назвою Плакша (або Ґомедака) омиває море патоки (соку цукрової тростини). Третій континент Шалмала опоясаний винним морем Сура. Четвертий континент, названий Куша, оточує море очищеного масла Сарпіс. П'ятий континент, що носить назву Краунчха — море простокваші Дадхи. Шостий континент Шветадвіпа омиває молочне море Кшира. Сьомий континент Пушкара оточений величезним круглим морем чистої води Джала. Це море граничить із землею високих гір Локалака, яка відокремлює видимий мир від світу тьми. За горами Локалока тягнеться зона вічної ночі, а далі — шкаралупа світового яйця.
Подібна схема будови світового яйця є типовою як для пуранічних писань, так і для епосу і упанішад. Проте кількість і назви різних світів варіюється.

## Ресурси Інтернету
- (рос.)Меру
- (рос.)Описание горы Меру и Джамбудвипы в «Бхагавата-пуране»